# Триумф (бриг, 1987)
«Триумф» — действующее парусно-моторное двухмачтовое судно (бриг), принимавшее участие в съёмках почти 30 советских и российских исторических художественных фильмов.

## Основные технические характеристики судна
- Длина наибольшая (с бушпритом) — 25 м
- Ширина наибольшая — 5,5 м
- Максимальная осадка — 2,2 м
- Высота мачт — 17 м
- Площадь парусов —
- Водоизмещение: 70 т
- Скорость движения под парусами: до 10 узлов

## История
- 1986 −1987 История брига «Триумф» начинается в 1986 году, когда Борис Витальевич Сидоровский с группой единомышленников купили списанный рыболовный траулер 1954 года выпуска, чтобы превратить его в парусник[2]. Реконструкция судна заняла меньше года. Уже в сентябре 1987-го, «Триумф» совершил свой первый выход под парусами. Бриг «Триумф» оказался уникальным для своего времени: в 1987 г. таких парусных судов в России практически не было. Не удивительно, что кораблем, так хорошо стилизованным под старину, заинтересовались кинематографисты. Парусник приглашают сниматься в исторических картинах. Для этого он не раз менял свое оснащение, паруса, мачты, становясь то бригантиной, то шхуной, то галеасом. Дебютом в кино стал фильм Узник замка Иф режиссёра Георгия Юнгвальд-Хилькевича. Режиссёр заинтересовался парусником ещё в процессе его строительства и даже субсидировал изготовление мачт, блоков, верёвок и пошив парусов. Позже Хилькевич снимет бриг и в других своих фильмах.
- 1989 «Триумф» снимается в «Битве трех королей» — масштабной исторической картине Сухейля Бен-Барка и Учкуна Назарова. Съёмки, продлившиеся в общей сложности почти три месяца, велись на Чёрном море, в Ялте, куда бриг, для фильма переделанный в галеас (спущенные стеньги, большие треугольные латинские паруса и боевая раскраска), доставили на борту одного из грузовых судов «Волго-Балта».
- 1991 Самыми непростыми и продолжительными (три месяца) оказались съемки фильма «Гардемарины-III» Светланы Дружининой. Работа над фильмом шла в дни августовского путча, когда власти ввели комендантский час, запретили собираться в большие группы, везде дежурили военные.
- 1992 26 июля 1992 г. в Кронштадте состоялась церемония возвращения Андреевскому флагу статуса Военно-Морского флага России, в которой принял участие и «Триумф». Это событие приурочили ко Дню военно-морского флота. По общему сигналу на кораблях, катерах и судах был произведен торжественный спуск военно-морских флагов, вымпелов СССР и торжественный подъём военно-морских флагов и вымпелов Российской Федерации.
- 1993 Бриг «Триумф» совершает свое европейское путешествие по маршруту Санкт-Петербург — Стокгольм — Копенгаген — Осло — западное побережье Дании — Амстердам — Антверпен — Гамбург и обратно. Борис Сидоровский с гордостью вспоминает, как в Северном море «Триумф» попал в серьёзный шторм и без особого труда прошёл боевое крещение, выдержал все испытания, оказался действительно мореходным судном.
- 1996 На праздновании 300-летия ВМФ в Санкт-Петербурге бриг «Триумф» был единственным гражданским судном в акватории Невы.
- 2000 В Санкт-Петербурге после многолетнего забвения возрождается праздник выпускников «Алые паруса» . В главной роли театрализованного представления по мотивам повести Александра Грина — бриг «Триумф».
- 2003 Празднование 300-летия Санкт-Петербурга прошло в городе с небывалым размахом, особое внимание уделялось празднику на воде — на рейде Петропавловской крепости собралась флотилия российских и иностранных парусников и множества яхт, устроивших представление «полонез под парусами», в котором бриг «Триумф» тоже принял участие.
- 2006 Во время съемок фильма Эльдара Рязанова «Андерсен. Жизнь без любви» «Триумф» во главе со своим капитаном показал себя как каскадер: для съемок сцены требовалось посадить корабль на мель, но каскадеры не знали, как это безопасно сделать. Тогда Борис Витальевич пообещал им, что все сделает сам: «Корпусом вылетел на берег, нос поднялся чуть ли не на метр, — вспоминает капитан. — Я просто знал, в каком месте такая штука пройдет безнаказанно. Когда всё засняли, я спокойно дал задний ход и сполз в воду». Случайным, но весьма ярким оказался другой момент: во время посадки на мель от довольно сильного толчка в клочья порвался старый парус, поднятый на мачте. Съемочная группа пришла в восторг и благодарила экипаж за зрелищный кадр. Они и не подумали, что это не было запланировано."
- Настоящее время[когда?] Бриг «Триумф» — бессменный участник морских фестивалей и различных регат, куда его регулярно приглашают в качестве судейского судна. Среди основных мероприятий, в которых «Триумф» принимает участие, — гонка «Кубок 100 миль», Санкт-Петербургская неделя классических яхт, молодёжная парусная неделя в Приморске, Дни города в Кронштадте и Санкт-Петербурге, День ВМФ, Балтийский морской фестиваль, Ораниенбаумский морской фестиваль, где «Триумф» традиционно открывает соревнования залпом из пушек. Для гостей ежегодного Морского фестиваля, проходящего у стен Петропавловской крепости в августе, команда «Триумфа» и другие участники фестиваля устраивают шоу, инсценируя взятие корабля на абордаж[3].

«Триумф» совершает регулярные прогулки по Финскому заливу, к фортам Кронштадта, бывает в Ломоносове, Приморске, Шлиссельбурге и Выборге.

## Морская школа
Ежегодно команда пополняется новичками, присоединиться к экипажу может любой желающий. Все, кто приходят, включаются в жизнь корабля, участвуют в учебных выходах.

## Фильмография
- 1987 — Узник замка Иф, режиссёр Юнгвальд-Хилькевич, Георгий Эмильевич.
- 1990 — Битва трёх королей (фильм), режиссёр Сухейль бен Барка.
- 1991 — Гардемарины III, режиссёр Дружинина, Светлана Сергеевна.
- 1993 — Тайна королевы Анны, или Мушкетёры тридцать лет спустя, режиссёр Юнгвальд-Хилькевич, Георгий Эмильевич.
- 2002 — Повелитель луж, режиссёр Русаков Сергей.
- 2006 — Андерсен. Жизнь без любви, режиссёр Рязанов, Эльдар Александрович.
- 2007 — Пером и шпагой (телесериал), режиссёр Иванов, Евгений Иванович .
- 2007 — Слуга государев, режиссёр Рясков, Олег Станиславович.
- 2009 — Возвращение мушкетёров, или Сокровища кардинала Мазарини, режиссёр Юнгвальд-Хилькевич, Георгий Эмильевич.
- 2011 — Петр Первый. Завещание, режиссёр Бортко, Владимир Владимирович.
- 2013 — Шерлок Холмс (телесериал, 2013), режиссёр Кавун, Андрей Олегович.